# 遊俠 (龍與地下城)
遊侠（英語：Ranger，故又翻譯為巡林客）是經常出現在奇幻文學的典型角色，在龍與地下城系列桌上遊戲與其他角色扮演遊戲中作為人物扮演角色的一种职业（Class）。有時候玩家將遊俠扮演成戰士（但不能穿著厚重盔甲）。有時玩家扮演遊俠人物像個探子或像野蠻人，有時候甚至會像忍者或獵人。遊侠是生活在森林原野中獨來獨往，精通各种武器，對武器與戰鬥頗有研究。也是出色的猎人且精於隱蔽、擅长追踪和野外求生，是荒野求生的專家。游侠沒有固定的信仰，游侠会痛恨某个特定的种族，通常是人形生物或怪物，并且终其一生消灭它们，因此對某些生物有著深入瞭解，並知道如何更好的找到並擊敗這些對手，当和这些宿敌作战时，游侠会获得特殊的优势。

## 相关书目
- Ranger's Apprentice 共11篇 作者John Flanagan